# Brykietowanie
Brykietowanie − formowanie sypkich, luźnych, drobnoziarnistych substancji, jak np. rud czy miału węglowego, w zwięzłe bryły o kształcie najczęściej prostopadłościanu lub kuli, nazywanych brykietami. 
W czasie ich formowania, które odbywa się w wysokiej temperaturze i ciśnieniu w prasach nazywanych brykieciarkami, dodaje się zazwyczaj palnego lepiszcza, którym przeważnie jest smoła. W przypadku brykietowania drewna (trocin) dodawanie substancji spajających najczęściej nie jest konieczne.
Brykietowanie składa się z wielu operacji obejmujących przygotowanie komponentów mieszanki brykietowniczej, ich dozowanie, mieszanie, prasowanie oraz uszlachetnianie brykietów. Do zabiegów uszlachetniających zalicza się:
- chłodzenie
- powlekanie powierzchniowe
- zabezpieczanie przed czynnikami atmosferycznymi
- obróbkę utwardzającą